# Josh Meyers (herec)
Joshua Dylan Meyers (* 8. ledna 1976) je americký herec. Znám je především rolí Randyho Pearsona z poslední série seriálu Zlatá sedmdesátá (1998–2006). Jeho starší bratr Seth Meyers má vlastní pořad Late Night.

## Osobní život
Narodil se v Bedfordu v New Hampshiru. Jeho matka Hilary Claire (rozená Olson) je učitelka francouzštiny a jeho otec Laurence Meyers mladší pracoval jako finanční poradce. Vystudoval Manchester High School West v Manchesteru v New Hampshiru. Poté přestoupil na Northwestern University v Evanstonu v Illinois, kde také odmaturoval. Jeho děda byl žid; má česko-rakouské kořeny (po své babičce). V rodině má však i Švédy, Angličany a Němce.

## Filmografie
| Rok  | Název                                                    | Role                                       | Poznámky        |
| ---- | -------------------------------------------------------- | ------------------------------------------ | --------------- |
| 2001 | Down                                                     | ESU cop #5                                 |                 |
| 2002 | Snapshots                                                | Hooligan in red light district             |                 |
| 2005 | The Adventures of Big Handsome Guy and His Little Friend | Bar jerk                                   | Krátký film     |
| 2006 | Děsnej doják                                             | Napoleon Dynamite/Owen Wilson ho hrál také |                 |
| 2007 | Wrangling Coach Rankin                                   | Josh                                       | Krátký film     |
| 2008 | College Road Trip                                        | Stuart                                     |                 |
| 2009 | My Long Distance Relationship                            | Profesor Barnes                            | Televizní film  |
| 2009 | Bruno                                                    | Kookus                                     |                 |
| 2010 | How to Make Love to a Woman                              | Andy Conners                               |                 |
| 2011 | The Pee-wee Herman Show on Broadway                      | Propůjčený hlas                            | Televizní filmy |
| 2013 | Straight A's                                             | Jason                                      |                 |
| 2013 | Inventing Adam                                           | Adam                                       |                 |
| 2013 | Liberace!                                                |                                            | Televizní film  |
| 2013 | The Sidekick                                             | Jimmy T                                    | Krátký film     |
| 2013 | Cafe Attitude                                            | Krátký film                                |                 |
| 2014 | Last Supper                                              | Andy                                       |                 |

| Year      | Title                    | Role             | Notes                                   |
| --------- | ------------------------ | ---------------- | --------------------------------------- |
| 2002–2004 | Mad TV                   | Various          | 47 epizod                               |
| 2003      | Half & Half              | Big Fat Slim Jim | 2 epizody                               |
| 2004      | Life as We Know It       | Sam Conner       | Epizoda: "Family Hard-ships"            |
| 2005–2006 | That '70s Show           | Randy Pearson    | Hlavní postava v 8. sérii; 21 epizod    |
| 2006      | Lovespring International | Cal              | Epizoda: "The Portrait and the Painter" |
| 2012      | Are You There, Chelsea?  | Dr. Carl Rosen   | Epizoda: "The Gynecologist"             |
| 2012      | Breaking In              | Abe Frohman      | Epizoda: "Who's the Boss"               |
| 2013      | Newsreaders              | Andrew Clatter   | Epizoda: "Unborn Again"                 |
| 2013      | The Mindy Project        | Adam             | Epizoda: "Pretty Man"                   |
| 2015      | Red Oaks                 | Barry            | Hlavní role                             |